# Atticisme (peinture)
Pour l’article homonyme, voir Atticisme.

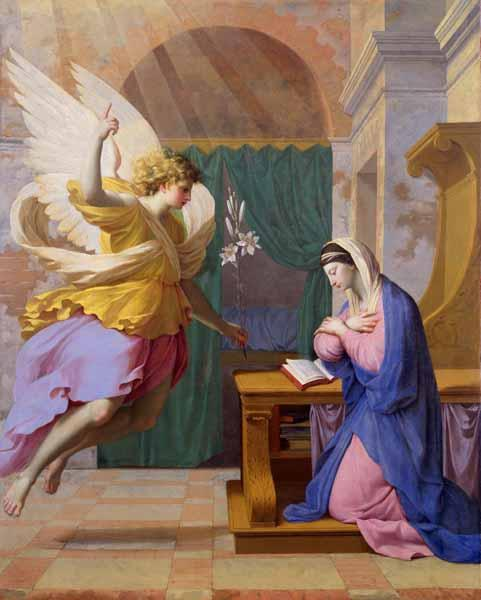
L'Annonciation, Eustache le Sueur (1650), Toledo, Museum of Art

L’atticisme (dit atticisme parisien) est un mouvement pictural français du XVIIe siècle que l'on peut définir comme un classicisme rigoureux.

## Historique et définition

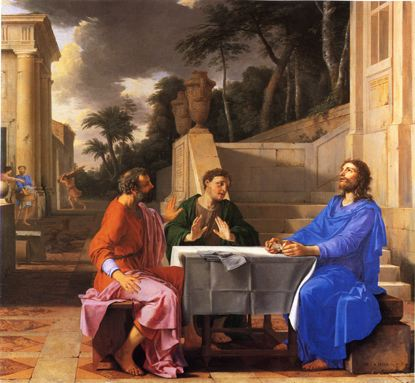
Laurent de La Hyre, Apparition du Christ aux pèlerins d’Emmaüs, 1656, Grenoble, musée.

L'Atticisme parisien est un courant associé au classicisme qui est apparu en France au milieu du XVIIe siècle, se développant principalement de 1640 à 1660 environ. Son chef de file est le Parisien Eustache Le Sueur, qui, s'inspirant d'artistes comme Guido Reni et Nicolas Poussin (qui fait un séjour en France au début des années 1640 avant de retourner à Rome) met au point une peinture classicisante et savante, fondée sur la référence à l'antique et le modèle de l'art de Raphaël. Ce mouvement s'oppose ainsi au lyrisme et aux effusions baroques de Simon Vouet, principal représentant de la peinture à Paris dans les années 1630. 
Les compositions atticistes, qui refusent parfois la multiplication illusionniste de plans de personnages, mettent en place des figures humaines aux formes souples et au profil idéalisé dans des compositions épurées, rigoureusement construites et facilement lisibles. Ces peintures sont marquées par des coloris clairs et lumineux, sans contraste d'ombre et de lumière brutal. La touche est fine et lisse, le dessin occupe une part prépondérante puisqu'il construit les œuvres et circonscrit la couleur. Construites et soigneusement organisées d'un point de vue formel, ce sont pour la plupart des peintures d'Histoire, des œuvres érudites représentant des sujets empruntés à l'Antiquité, que ce soit la Bible ou l'histoire gréco-romaine.
Mais l'atticisme englobe, au-delà des compositions historiques, également des paysages et, dans une moindre mesure, des portraits. Le paysage atticiste, pratiqué par Laurent de La Hyre, Pierre Patel et Henri Mauperché, marque un intérêt quasi archéologique pour les ruines antiques, représentées avec précision bien que recomposées puis transposées dans des paysages imaginaires idéaux, baignés par une lumière claire et uniforme. Le paysage, de simple décor, devient une œuvre à part entière et s'éloigne du modèle flamand, jusqu'alors prépondérant en France.
Un exemple de peinture atticiste appliquée au grand décor est la décoration de l'hôtel Lambert de Jean-Baptiste Lambert de Thorigny, président de la Chambre des comptes, sur l'île Saint-Louis à Paris. Eustache Le Sueur, Patel et Charles Le Brun prirent notamment part au chantier.

## Invention de la dénomination

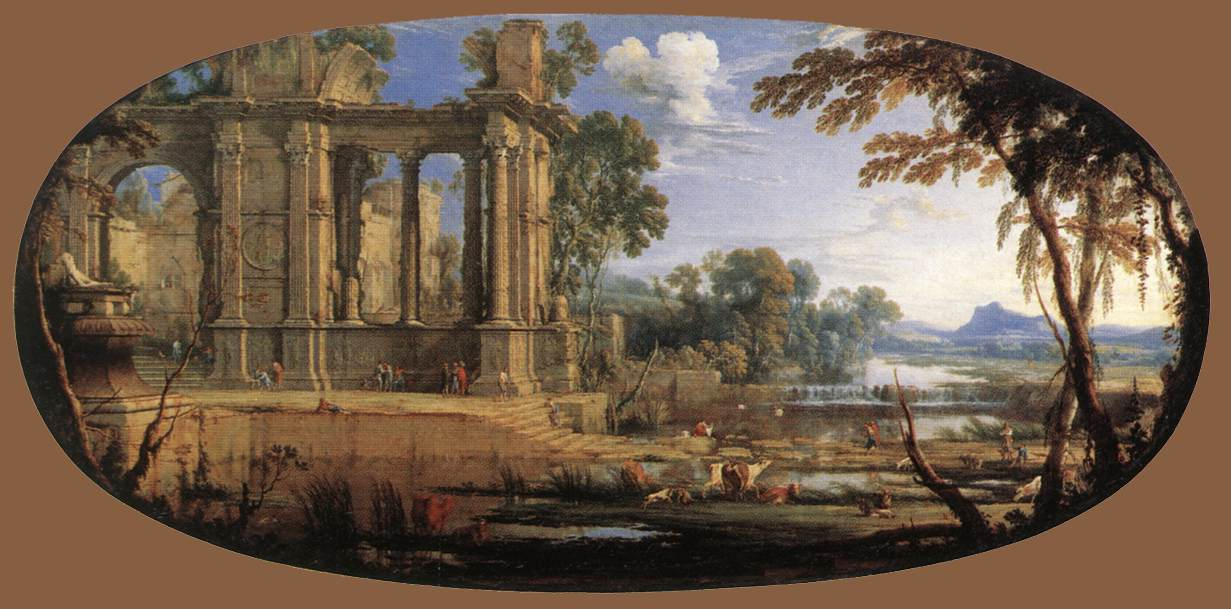
Pierre Patel, Paysage avec ruines, 1646-47, Paris, musée du Louvre.

C'est une dénomination introduite par Bernard Dorival dans sa thèse  "Philippe de Champaigne 1602-1674" (Paris, Léonce Laget, 1976, pages 101 et 158), reprise par Jacques Thuillier (qui faisait partie de son jury de thèse) et nouvellement adoptée par des historiens de l'art.

## Principaux représentants
- Eustache Le Sueur
- Laurent de La Hyre
- Jacques Stella
- Pierre Patel
- François Perrier vers la fin de sa vie
- Henri Mauperché
- Sébastien Bourdon
- Charles Le Brun pour la période de ses œuvres de jeunesse.
- Rémy Vuibert
- Philippe de Champaigne adopte par certains côtés un style atticiste.
- Lubin Baugin